# Alberta du Sud

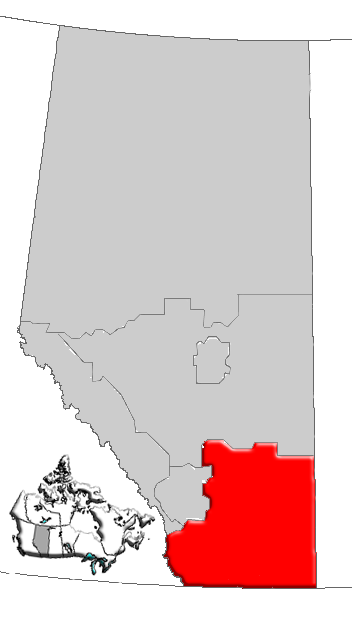
Région d'Alberta du Sud.

La région d'Alberta du Sud ou région du Sud de l'Alberta (en anglais : Southern Alberta) est une région géographique de la province canadienne de l'Alberta comprenant notamment les grandes villes (cities) de Brooks, Lethbridge et Medicine Hat.